# توماس بادغر
توماس بادغر (بالإنجليزية: Thomas Badger)‏ هو رسام أمريكي، ولد في 1792، وتوفي في 1868.

## معرض صور

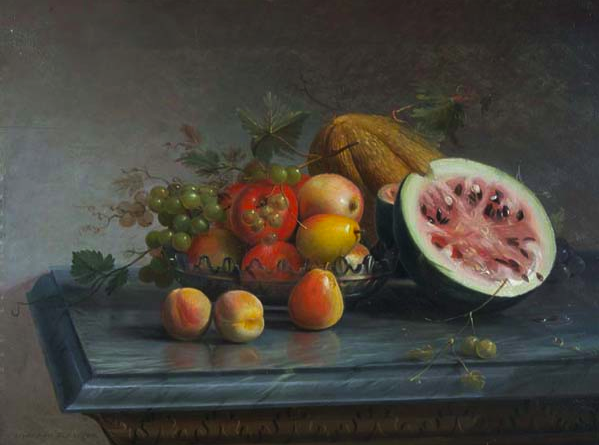
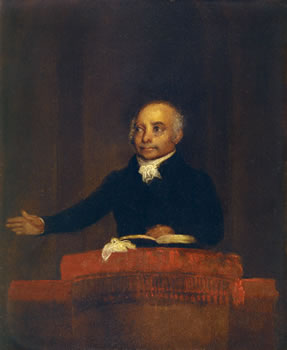
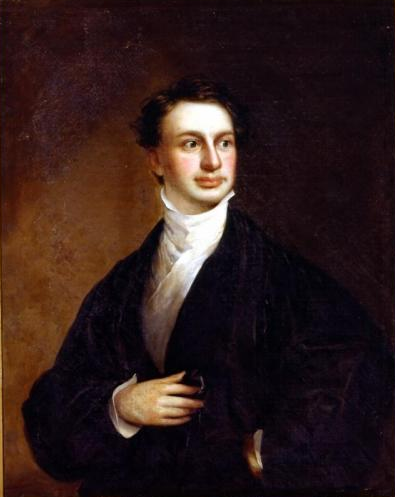